# Eed in Vijf Artikelen
De Eed in Vijf Artikelen (gokajō no goseimon 五箇条の御誓文) is het fundamentele beleid van de Meiji regering, dat op de 14e dag van de 3e maand van het 1e jaar van Meiji (6 april 1868) door keizer Meiji werd afgekondigd.

## De Eed in Vijf Artikelen (het document zelf)
- "Er zullen uitgebreide beraadslagingen gehouden worden en alle staatszaken zullen in deze beraadslagingen beslist worden."
- "Alle standen, hoog en laag, zullen verenigd worden en samen de administratie van de staat uitvoeren."
- "Iedereen, zowel ambtenaren, samurai als het gewone volk, zal zijn eigen doelen kunnen nastreven, zodat er geen ontevredenheid zal zijn."
- "Er zal van de oude gewoontes afgestapt worden, en alles zal op de regels van de rechtvaardigheid gebaseerd worden."
- "Kennis zal over de hele wereld gezocht worden, zodat het keizerrijk zich verder kan ontwikkelen en versterken."

"Ons land is aan het proberen een hervorming door te voeren zoals het er nog nooit een heeft gehad. Ik beloof plechtig aan de goden van hemel en aarde dat ik dit nationaal beleid zal uitvoeren en de natie zal beschermen. Mijn onderdanen ook, streef het bereiken van dit doel na."

## De situatie in Japan
In het voorjaar van 1868 was de nieuwe Meiji regering eerder droom dan werkelijkheid. De keizerlijke legers waren zich nog een weg aan het vechten tot Edo, door een burgeroorlog in de noordelijke Han dreigde het land opgesplitst te worden, het nieuwe bestuur had geen geld en gaf meer geld uit dan het binnenbracht, en hierboven werd hen door de Westerse mogendheden duidelijk gemaakt dat van het nieuwe bestuur verwacht werd dat het een eind maakte aan de xenofobie en zorgde voor politieke stabiliteit.
Het is tegen deze achtergrond dat de Eed opgesteld werd, met als doel deze onmiddellijke problemen aan te pakken.

## Het ontstaan van de Eed
De originele versie van het document, het ontwerp, is door Yuri Kimimasa uit Ichizen opgesteld en door Fukuoka Takachiki uit Tosa gereviseerd. Nadien heeft Kido Takayoshi uit Chōshū dit ontwerp herzien en in zijn definitieve vorm gegoten.
Door de aanpassingen die Kido maakte, wilde hij de macht uit de handen van de daimyō's houden en zo veel mogelijk in de handen van de keizer concentreren. Zo voorzag de versie van Yuri bijvoorbeeld een soort deliberatieve raad van feodale heren, met als doel een verbond tussen daimyō's te laten ontstaan waarin een brede waaier van opinies aan bod kon komen. In de definitieve versie heeft Kido echter de verwijzing naar de daimyō weggelaten en vervangen door de vage uitdrukking "uitgebreide beraadslaging", waar men alle kanten mee op kon.

## De afkondiging van de Eed
Op de 14e dag van de 3e maand van het 1e jaar van Meiji (6 april 1868) werden door de keizer een kleine vierhonderdtal mensen, waaronder de keizerlijke familie, edelen en daimyō, samengeroepen in de Hal van Staatsceremonies in het keizerlijk paleis in Kyoto. Hier werd er een Shintō-ceremonie gehouden waarin de keizer de goden van hemel en aarde eerde en hen plechtig zwoer dat hij er alles aan zou doen om het nationaal beleid uit de Eed in Vijf Artikelen uit te voeren.
Belangrijk is het feit dat de keizer de eed heeft afgelegd aan de goden en aan hen beloofde het volk te leiden. In de originele versie was het de bedoeling dat de keizer de Eed gewoon zou afkondigen en dat de daimyō een eed van trouw aan de keizer zouden afleggen. In dat geval zou de verantwoordelijkheid voor de uitvoering ervan verdeeld worden onder de verschillende daimyō. Maar doordat de keizer een eed aan de goden aflegt, echter, is het aan hem om deze te realiseren en hierdoor gaat hij een veel grotere, zelfs centrale rol spelen in de Meiji-omwenteling.
Men is echter van mening dat het nodig was om de Eed op deze manier af te kondigen. Het was een tijd waarin de Westerse grootmachten een dominante rol speelden in de wereld, en om een radicale modernisering, namelijk de Meiji-omwenteling, door te voeren, was het noodzakelijk om een charismatisch persoon aan het centrum hiervan te plaatsen.

## Betekenis van de artikels
Met het eerste artikel wilde men voorkomen dat de besluitvorming gemonopoliseerd zou worden door een kleine groep revolutionairen, en de mogelijkheid creëren andere invloedrijke personen ook in de besluitvorming te betrekken.
Met de twee volgende artikels wilde men alle mensen, ongeacht hun status, de kans geven om hun eigen doelen te kunnen nastreven. Dit hield in dat de feodale standen werden afgeschaft (Artikel 3).
Met de laatste twee artikels wilde men de Westerse mogendheden duidelijk maken dat Japan een stabiel en verantwoordelijk lid van de internationale gemeenschap zou worden.

## Aanverwante documenten

### Plakkaat met Vijf Mededelingen
De dag na de afkondiging van de Eed in Vijf Artikelen vaardigde de regering ook het "Plakkaat met Vijf Mededelingen" (gobō no seiji 五榜の掲示) uit. Dit waren richtlijnen voor het gewone volk.

### Verklaring inzake de Bestuurlijke Structuur
Op de 21e dag van de 4e maand van het 1e jaar van Meiji (13 mei 1868) maakte de overheid de "Verklaring inzake de Bestuurlijke Structuur" (seitaisho 政体書) bekend. Deze verklaring had als doel de vage principes uit de Eed in Vijf Artikelen een concrete invulling te geven.